# Menningen (Rhénanie-Palatinat)
Pour l’article homonyme, voir Menningen (Sarre).
Cet article possède un paronyme, voir Memmingen.
Menningen est une municipalité allemande située dans le land de Rhénanie-Palatinat et l'arrondissement d'Eifel-Bitburg-Prüm.